# NGC 786
NGC 786 este o galaxie spirală situată în constelația Berbecul. A fost descoperită în 26 septembrie 1865 de către Heinrich Louis d'Arrest. Se află la o distanță de 59,67 de megaparseci de Pământ.